# Петриље
Петриље је насеље у Србији у општини Медвеђа у Јабланичком округу. Према попису из 2022. било је 29 становника.
Овде се налази Запис багрем код школе (Петриље).

## Демографија
У насељу Петриље живи 50 пунолетних становника, а просечна старост становништва износи 46,2 година (45,9 код мушкараца и 46,5 код жена). У насељу има 22 домаћинства, а просечан број чланова по домаћинству је 2,86.
Ово насеље је у потпуности насељено Србима (према попису из 2002. године).
|  |

| Демографија | Демографија | Демографија |
| Година      | Становника  | Становника  |
| ----------- | ----------- | ----------- |
| 1948.       | 296         |             |
| 1953.       | 344         |             |
| 1961.       | 316         |             |
| 1971.       | 197         |             |
| 1981.       | 144         |             |
| 1991.       | 89          | 89          |
| 2002.       | 63          | 63          |
| 2011.       | 36          |             |
| 2022.       | 29          |             |

| Етнички састав према попису из 2002.‍ | Етнички састав према попису из 2002.‍ | Етнички састав према попису из 2002.‍ | Етнички састав према попису из 2002.‍ | Етнички састав према попису из 2002.‍ |
| ------------------------------------ | ------------------------------------ | ------------------------------------ | ------------------------------------ | ------------------------------------ |
|                                      |                                      |                                      |                                      |                                      |
| Срби                                 | Срби                                 |                                      | 63                                   | 100,0%                               |

| Година пописа     | 1948. | 1953. | 1961. | 1971. | 1981. | 1991. | 2002. |
| ----------------- | ----- | ----- | ----- | ----- | ----- | ----- | ----- |
| Број домаћинстава | 51    | 53    | 53    | 45    | 36    | 30    | 22    |

| Број чланова      | 1 | 2 | 3 | 4 | 5 | 6 | 7 | 8 | 9 | 10 и више | Просек |
| ----------------- | - | - | - | - | - | - | - | - | - | --------- | ------ |
| Број домаћинстава | 6 | 7 | 3 | 2 | 0 | 2 | 2 | 0 | 0 | 0         | 2,86   |

| Пол    | Укупно | Неожењен/Неудата | Ожењен/Удата | Удовац/Удовица | Разведен/Разведена | Непознато |
| ------ | ------ | ---------------- | ------------ | -------------- | ------------------ | --------- |
| Мушки  | 25     | 2                | 19           | 1              | 3                  | 0         |
| Женски | 25     | 1                | 19           | 4              | 1                  | 0         |
| УКУПНО | 50     | 3                | 38           | 5              | 4                  | 0         |

| Пол    | Укупно                    | Пољопривреда, лов и шумарство | Рибарство                            | Вађење руде и камена | Прерађивачка индустрија       |
| ------ | ------------------------- | ----------------------------- | ------------------------------------ | -------------------- | ----------------------------- |
| Мушки  | 9                         | 4                             | 0                                    | 0                    | 3                             |
| Женски | 5                         | 4                             | 0                                    | 0                    | 0                             |
| УКУПНО | 14                        | 8                             | 0                                    | 0                    | 3                             |
| Пол    | Производња и снабдевање   | Грађевинарство                | Трговина                             | Хотели и ресторани   | Саобраћај, складиштење и везе |
| Мушки  | 0                         | 0                             | 0                                    | 1                    | 0                             |
| Женски | 0                         | 0                             | 1                                    | 0                    | 0                             |
| УКУПНО | 0                         | 0                             | 1                                    | 1                    | 0                             |
| Пол    | Финансијско посредовање   | Некретнине                    | Државна управа и одбрана             | Образовање           | Здравствени и социјални рад   |
| Мушки  | 0                         | 0                             | 0                                    | 0                    | 0                             |
| Женски | 0                         | 0                             | 0                                    | 0                    | 0                             |
| УКУПНО | 0                         | 0                             | 0                                    | 0                    | 0                             |
| Пол    | Остале услужне активности | Приватна домаћинства          | Екстериторијалне организације и тела | Непознато            | Непознато                     |
| Мушки  | 0                         | 0                             | 0                                    | 1                    | 1                             |
| Женски | 0                         | 0                             | 0                                    | 0                    | 0                             |
| УКУПНО | 0                         | 0                             | 0                                    | 1                    | 1                             |

## Ћоров водопад
Ћоров водопад налази се у атару села и значајан је туристички потенцијал не само села већ и целе општине Медвеђа. Налази се на 500 м дугом потоку који утиче у Туларску реку.

## Галерија
- Село Петриље.
- Мостић који води до Ћоровог водопада.
- Ћоров водопад
- Село Петриље.
- Језеро у атару села.
- Туларска река на току кроз село.
- Село Петриље.
- Село Петриље.
- Школа недалеко од Ћоровог водопада
- Путоказ за Ћоров водопад